# XTRMNTR
XTRMNTR – szósty studyjny album Primal Scream wydany w 2000 roku. XTRMNTR był ostatnim LP wydanym przez wytwórnię Creation Records, a singiel "Accelerator" promujący płytę – ostatnim singlem w katalogu tej wytwórni. Album spotkał się z pozytywnymi recenzjami. Czasopismo Q umieściło go w 2001 roku na swojej liście "50 najcięższych albumów wszech czasów", a w rankingu NME album zajął 2. miejsce na liście 50 najlepszych albumów roku.
Do pierwszych kopii albumu wydanych w Wielkiej Brytanii dołączono pocztówkę nawołującą do uwolnienia Satpala Rama. Płytę promowały single "Swastika Eyes", "Accelerator", "Kill All Hippies" i "Pills". Do utworu "Kill All Hippies" powstał teledysk w reżyserii Juliana House'a i Juliana Gibbsa. Za oprawę graficzną albumu i singli również odpowiadał Julian House.
Część źródeł podaje tytuł albumu w brzmieniu "Exterminator" (nazwa zespołu podana na okładce to "PRML SCRM").
W utworze "Kill All Hippies" użyte zostały sample z kwestii Lindy Manz z filmu Out of the Blue (1980).

## Spis utworów
1. "Kill All Hippies" – 4:57
2. "Accelerator" – 3:41
3. "Exterminator" – 5:49
4. "Swastika Eyes (Jagz Kooner Mix)" – 7:05
5. "Pills"– 4:17
6. "Blood Money" – 7:03
7. "Keep Your Dreams" – 5:24
8. "Insect Royalty" – 3:35
9. "MBV Arkestra (If They Move Kill 'Em)" – 6:41
10. "Swastika Eyes (Chemical Brothers Mix)" – 6:33
11. "Shoot Speed/Kill Light" – 5:19

| Wytwórnia (rok)                           | Nr katalogowy | Format       | Rynek     | Uwagi                                             |
| ----------------------------------------- | ------------- | ------------ | --------- | ------------------------------------------------- |
| Creation Records (2000)                   | SCR 496525 2  | CD           | Europa    |                                                   |
| Astralwerks (2000)                        | 2LP           | ASW 49260-1  | USA       |                                                   |
| Creation Records (2000)                   | 2LP           | SCR 496525 1 | UK        |                                                   |
| Creation Records (2000)                   | 2LP           | CRELP 239    | UK        |                                                   |
| Sony Music Entertainment Australia (2000) | CD            | 496525 2     | Australia |                                                   |
| Epic (2000)                               | CD            | EK 91303     | USA       |                                                   |
| Epic Records Japan (2000)                 | CD            | ESCA 8106    | Japonia   | Dodatkowy utwór "I'm Five Years Ahead Of My Time" |

## Twórcy
Zespół:
- Bobby Gillespie
- Andrew Innes
- Robert Young
- Gary 'Mani' Mounfield
- Martin Duffy
- Darrin Mooney
- Jim Hunt
- Duncan Mackay

Goście:
- Marco Nelson
- Kevin Shields
- Bernard Sumner
- Phil Mossman
- Darren Morris
- Zac Danziger
- Brendan Lynch ("Shoot Speed / Kill Light")
- Greg Knowles
- Gay-Yee Westerhoff